# Torneo de las Cinco Naciones 1910
El Torneo de las Cinco Naciones de 1910 (Five Nations Championship 1910) fue la 28° edición del principal Torneo de rugby del Hemisferio Norte y primera edición en formato de Cinco Naciones, debido a la incorporación de Francia al torneo.
El campeonato fue ganado por la selección de Inglaterra.

## Clasificación
| Lugar | Selección  | Partidos | Partidos | Partidos  | Partidos | Puntos  | Puntos    | Puntos | Tabla de puntos |
| Lugar | Selección  | Jugados  | Ganados  | Empatados | Perdidos | A favor | En contra | dif.   | Tabla de puntos |
| ----- | ---------- | -------- | -------- | --------- | -------- | ------- | --------- | ------ | --------------- |
| 1     | Inglaterra | 4        | 3        | 1         | 0        | 36      | 14        | +22    | 7               |
| 2     | Gales      | 4        | 3        | 0         | 1        | 88      | 28        | +60    | 6               |
| 3     | Escocia    | 4        | 2        | 0         | 2        | 46      | 28        | +18    | 4               |
| 4     | Irlanda    | 4        | 1        | 1         | 2        | 11      | 36        | -25    | 3               |
| 5     | Francia    | 4        | 0        | 0         | 4        | 20      | 95        | -75    | 0               |

## Resultados
| 1 de enero | Gales | 45 - 14 | Francia | Swansea, |  |

| 15 de enero | Inglaterra | 11 - 6 | Gales | Londres, |  |

| 22 de enero | Escocia | 27 - 0 | Francia | Edimburgo, |  |

| 5 de febrero | Gales | 14 - 0 | Escocia | Cardiff, |  |

| 12 de febrero | Inglaterra | 0 - 0 | Irlanda | Londres, |  |

| 26 de febrero | Irlanda | 0 - 14 | Escocia | Belfast, |  |

| 3 de marzo | Francia | 3 - 11 | Inglaterra | París, |  |

| 12 de marzo | Irlanda | 3 - 19 | Gales | Dublín, |  |

| 19 de marzo | Escocia | 5 - 14 | Inglaterra | Edimburgo, |  |

| 28 de marzo | Francia | 3 - 8 | Irlanda | París, |  |

## Premios especiales
- Copa Calcuta:  Inglaterra